# Filon z Bizancjum
Filon z Bizancjum (stgr. Φίλων ὁ Βυζάντιος Philon ho Byzantios) – grecki pisarz i mechanik, żył w III w. p.n.e.
Przypisuje się mu wynalezienie  katapulty.
Jest autorem:
- składającego się z 9 ksiąg traktatu Mechanika, w którym opisuje między innymi przegub krzyżowy (230 lat przed naszą erą), który to wynalazek został ponownie odkryty i upowszechniony dopiero w renesansie, w roku 1550 naszej ery przez Geronima Cardana[2], budowę katapult, fortec, koła wodnego, teatru automatycznego[1]
- listy siedmiu cudów świata starożytnego.